# Southfields (métro de Londres)
Southfields est une station du métro de Londres.

## Lieux remarquables à proximité
Vers 1 km au sud de la station, se trouve l'All England Lawn Tennis and Croquet Club. Southfields est la station la plus convenable pour les visiteurs à « Wimbledon » dans le mois de juin. La station de Wimbledon Park est plus proche, mais a besoin d'un marche plus longue.